# Peter Pears
Peter Neville Luard Pears (Farnham, Surrey, Engeland, 2 juni 1910 - Aldeburgh, Engeland, 3 april 1986) was een Engelse tenor, en levenspartner van de componist Benjamin Britten. Hij werd geridderd in 1978.
Hij studeerde muziek aan Keble College, Oxford, waar hij dienstdeed als organist van Hertford College, en vertrok zonder diploma. Pas twee jaar later zou hij een studie stemtechniek volgen aan het Royal College of Music te Londen. Hij ontmoette Benjamin Britten in 1934, als lid van de BBC Singers. Benjamin Britten en Peter Pears zouden hun eerste gezamenlijke optreden in 1937 doen in het Balliol College, Universiteit van Oxford. Pears en Britten waren overtuigd pacifisten. In april 1939 vertrokken Pears en Britten naar Amerika. Bij hun terugkeer in april 1942 voerden ze samen Brittens Zeven sonnetten van Michelangelo uit in de Londense Wigmore Hall. Nadien werden deze liederen opgenomen voor EMI, hun eerste gezamenlijke opname.
Veel van Brittens werken bevatten een belangrijke tenorpartij, speciaal geschreven voor Pears. Enkele voorbeelden hiervan zijn Nocturne, Serenade voor tenor, hoorn en strijkers, en de opera's Peter Grimes, Albert Herring, Owen Wingrave, Billy Budd, The Turn of the Screw, Death in Venice.
Peter Pears werkte ook mee aan de opera A Midsummer Night's Dream van Britten, zowel als medeschrijver als zanger. Hij zette hierbij een heel komische vertolking neer van het personage Francis Flute in de vorm van een parodie op de sopraan Joan Sutherland in een scène van de opera Lucia di Lammermoor van Gaetano Donizetti.
Na zijn Nederlandse debuut in januari 1946 trad hij tot eind jaren zestig regelmatig in Nederland op. Veelal met werk van Britten of met Britten aan de piano, maar ook met Bachs Matteüspassie en het voor hem geschreven stuk voor kamerorkest en tenor ("Paroles tissées") van Witold Lutosławski.
Peter Pears' stem was controversieel, de vocale kwaliteit van zijn stem was ongewoon, omschreven als droog en blank. Het werd cru gesteld, dat hij maar één goede noot had, E- een derde, of een terts, boven C, wat ook de reden is waarom de cruciale aria van de opera Peter Grimes speciaal op die noot is geschreven. De opnametechniek was toen nog niet optimaal, met als gevolg een verlies van kwaliteit. Er bestaat geen twijfel, dat Pears over een buitengewone articulatie beschikte, en een vocale wendbaarheid waarvan Britten gebruik maakte. Pears maakte zijn debuut in de New Yorkse Metropolitan Opera in oktober 1974, als Aschenbach in de opera Death in Venice. Hij trad ook regelmatig op in Covent Garden en andere grote operahuizen in geheel Europa en Amerika.